# پرسبوم
پرسبوم (به آلمانی: Pressbaum) یک شهر در اتریش است که در ناحیه وین-اومگه‌بونگ واقع شده‌است. پرسبوم ۵۸٫۸۷ کیلومتر مربع مساحت دارد ۳۱۵ متر بالاتر از سطح دریا واقع شده‌است.